# Graphitinterkalationsverbindungen
Graphitinterkalationsverbindungen sind komplexe Materialien mit der Formel CXm, wobei das Ion Xn+ oder Xn− zwischen den gegensätzlich geladenen Kohlenstoffschichten eingelagert (interkaliert) ist. Typischerweise ist m dabei deutlich kleiner als 1. Die resultierenden Materialien sind in der Regel deutlich gefärbte Feststoffe, die eine große Bandbreite an elektrischen und Redoxeigenschaften bei potentiellen Anwendungen aufweisen.

## Herstellung und Aufbau
Die Darstellung erfolgt im Allgemeinen durch die Behandlung von Graphit mit einem starken Oxidations- oder Reduktionsmittel:
C  +  m X   →   CXm
Diese Reaktion ist reversibel.
Das Wirtsgitter, also das Graphit, und die Gastkomponente X interagieren mittels Charge-Transfer. Ein analoger Prozess bildet die Basis von kommerziellen Lithium-Ionen-Akkumulatoren.
In einer Graphitinterkalationsverbindung muss allerdings nicht jede Schicht von der Gastkomponente besetzt sein. Dies ist nur in den sogenannten Stufe-1-Verbindungen der Fall, in denen Graphit- und Gastkomponentenschichten tatsächlich alternieren. In Stufe-2-Verbindungen wechseln sich hingegen zwei Graphitschichten ohne Gastkomponente mit einer Gastkomponentenschicht ab. Die tatsächliche Zusammensetzung kann allerdings variieren und daher sind die resultierenden Verbindungen häufig Beispiele von nichtstöchiometrischen Verbindungen. Aus diesem Grund wird die genaue Zusammensetzung daher zusammen mit der Stufe angegeben.
Die einzelnen Schichten des Graphits weisen aufgrund der Gastionen höhere Abstände auf als in freiem Graphit.

## Beispiele

### Alkali- und Erdalkaliderivate

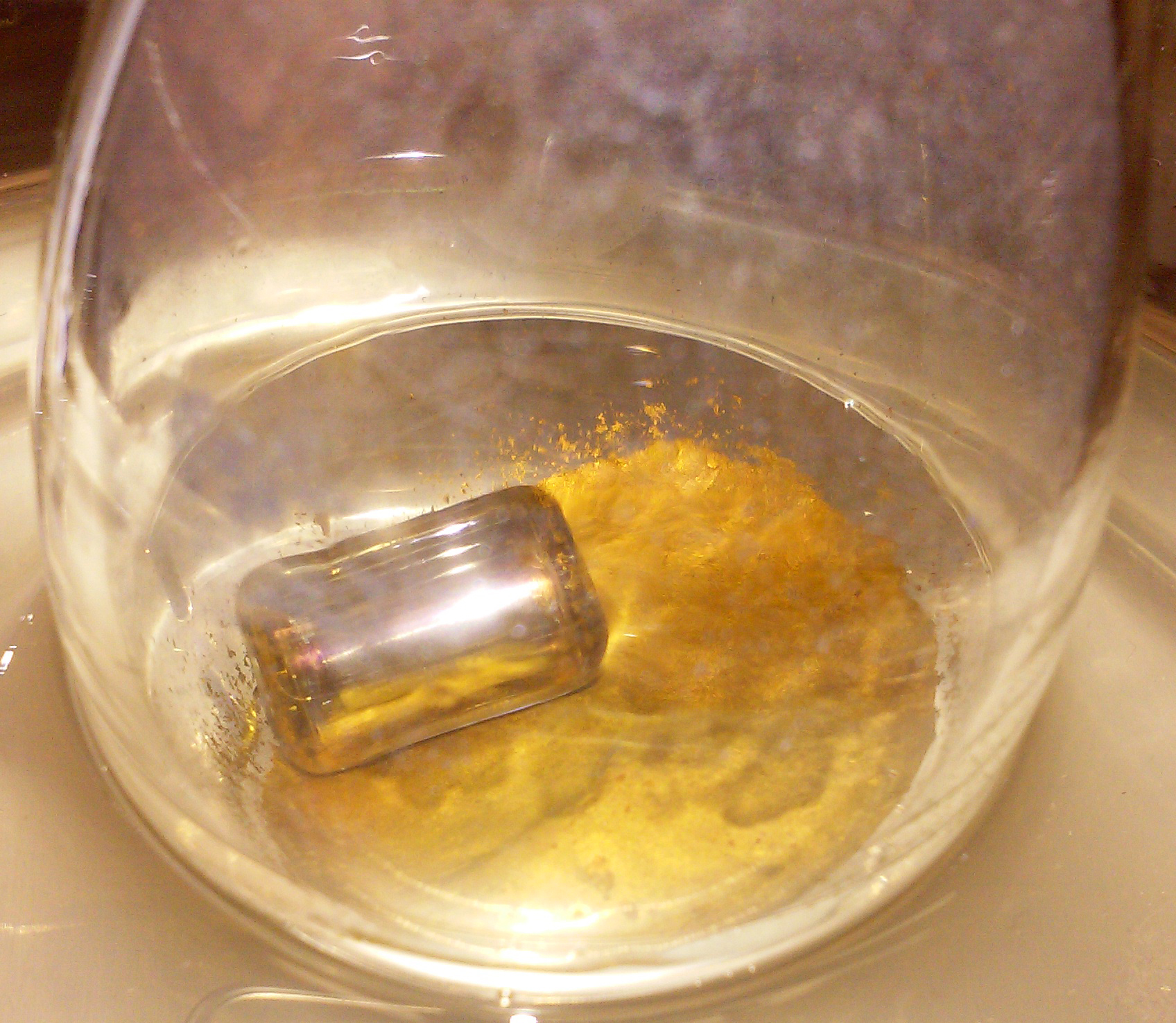
KC_{8} unter Argonatmosphäre in einem Schlenkkolben. In dem Gefäß befindet sich außerdem noch ein mit Glas ummanteltes Magnetrührstäbchen.

Eine der am besten untersuchten Graphitinterkalationsverbindungen, KC8, wird durch Schmelzen von Kalium über Graphitpuder hergestellt. Das Kalium wird dabei vom Graphit absorbiert und die Farbe des Materials ändert sich von schwarz zu bronze. Der resultierende Feststoff ist pyrophor. Die Zusammensetzung lässt sich durch die Annahme erklären, dass der Kalium–Kalium-Abstand zweimal dem zwischen zwei Hexagons im Kohlenstoffgerüst entspricht. Die Bindung zwischen den Graphitschichten und den Kaliumkationen ist außerdem ionisch und die elektrische Leitfähigkeit des Materials größer als die von α-Graphit. KC8 ist ein Supraleiter mit einer sehr geringen kritischen Temperatur von Tc = 0,14 K. Das Erhitzen von KC8 führt zur Bildung einer Serie an Zersetzungsprodukten, bei denen Kaliumatome eliminiert werden.
3 KC8 →   KC24  +  2 K
Über die intermediären KC24 (blauer Feststoff), KC36, KC48, entsteht so schließlich KC60.
Die Stöchiometrie MC8 wurde für die Metalle Kalium, Rubidium und Caesium beobachtet. Bei kleineren Ionen wie Li+, Sr2+, Ba2+, Eu2+, Yb3+ und Ca2+ ist die limitierende Stöchiometrie MC6. Calciumgraphit CaC6 wird durch das Eintauchen von highly oriented pyrolytic graphite in eine flüssige Lithium–Calciumlegierung für 10 Tage bei 350 °C hergestellt. Das Produkt kristallisiert in der Raumgruppe R3m und die Abstände zwischen den Kohlenstoffschichten erhöhen sich durch die Calciumeinlagerung von 3,35 auf 4,52 Å, während die Kohlenstoff–Kohlenstoff-Abstände von 1,42 auf 1,44 Å steigen.

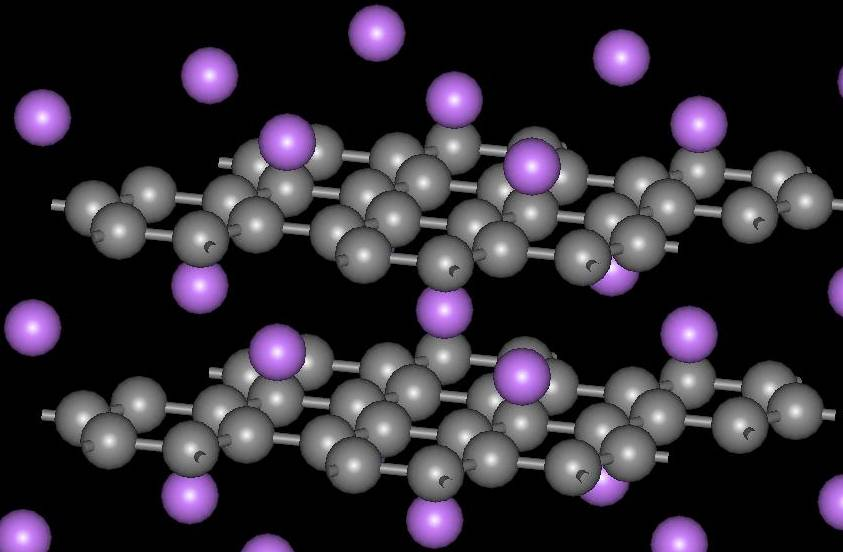
Struktur von CaC_{6}.

Im Falle der gleichzeitigen Einlagerung von Barium und Ammoniak sind die Kationen solvatisiert, was in Stufe 1 zu einer Stöchiometrie von Ba(NH3)2.5C10.9 führt. Bei einem Gemisch aus Caesium, Wasserstoff und Kalium beträgt die Stöchiometrie in Stufe 1 CsC8·K2H4/3C8.
Im Gegensatz zu anderen Alkalimetallen ist die Menge an interkalierendem Natrium relativ gering. Quantenmechanische Berechnungen erklären dieses Phänomen damit, dass Natrium und Magnesium im Vergleich zu anderen Alkali- oder Erdalkalimetallen nur schwache chemische Bindungen mit einem Substrat ausbilden. Dieses Verhalten lässt sich auf den Vergleich zwischen den Trends in der Ionisierungsenergie und der Ionensubstratkopplung in einer Spalte des Periodensystems zurückführen. Allerdings kann doch eine beachtliche Menge an Natrium in Graphit eingelagert werden, wenn sich das Ion in einem Lösungsmittelkäfig befindet, also eine Co-Interkalation stattfindet.
Außerdem war es möglich eine komplexe Magnesium(I)spezies in Graphit einzulagern.

### Graphithydrogensulfat, -perchlorat und -hexafluoroarsenate: Oxidierte Derivate
Die Interkalationsverbindungen Graphithydrogensulfat und Graphitperchlorat können durch Umsetzung von Graphit mit starken Oxidationsmitteln in der Gegenwart von starken Säuren erhalten werden. Im Gegensatz zu den Alkali- und Erdalkaliderivaten werden die Graphitschichten dabei oxidiert:
{\displaystyle {\ce {48 C + 0,5 O2 + 6 H2SO4 -> 2 [C24]+[HSO4]- * 2 H2SO4 + H2O}}}
Im Graphitperchlorat weisen die planaren Kohlenstoffschichten Abstände von 7,94 Å auf. Zwischen ihnen befinden sich die ClO4−-Anionen. Die kathodische Reduktion von Graphitperchlorat ist analog zum Erhitzen von KC8 und führt zur sequentiellen Eliminierung von HClO4.
Sowohl Graphithydrogensulfat als auch Graphitperchlorat sind bessere elektrische Leiter als Graphit. Ihre Leitfähigkeit basiert auf einem Defektelektronenmechanismus.
Die Reaktion von Graphit mit [O2]+[AsF6]− führt zum Salz [C8]+[AsF6]−.

### Metallhalogenidderivate
Es gibt auch Interkalationsverbindungen von Metallhalogeniden in Graphit. Am weitesten untersucht wurden dabei Chloridderivate des Aufbaus MCl2 (M = Zn, Ni, Cu, Mn), MCl3 (M = Al, Fe, Ga) oder MCl4 (M = Zr, Pt). Diese Materialien bestehen aus enggepackten Metallhalogenidschichten zwischen den Kohlenstoffschichten.
Das Derivat C~8FeCl3 weist Eigenschaften von Spin-Glas auf. Weiterhin stellte es sich als ergiebiges System zur Untersuchung von Phasenübergängen heraus.
Eine n-stufige magnetische Graphitinterkalationsverbindung hat n Graphitschichten, die aufeinanderfolgende magnetische Schichten trennen. Beim Erhöhen der Stufenzahl  wird die Interaktion zwischen den Spins in aufeinanderfolgenden magnetischen Schichten schwächer und 2D-Magnetismus kann auftreten.

### Halogen- und Oxidderivate
Chlor und Brom können reversibel in Graphit interkaliert werden, während Iod überhaupt nicht interkaliert werden kann. Bei Fluor ist der Vorgang hingegen irreversibel. Im Fall von Brom sind die folgenden Stöchiometrien bekannt: CnBr für n = 8, 12, 14, 16, 20 und 28.
Aufgrund der Irreversibilität der Interkalation von Fluor wird Graphitfluorid oft nicht als Interkalationsverbindung klassifiziert. Es hat die Summenformel (CF)x und wird durch die Reaktion von Fluor mit graphitischem Kohlenstoff bei 215 bis 230 °C gewonnen. Es ist gräulich, weiß oder gelb und die Bindung zwischen den Fluor- und Kohlenstoffatomen ist kovalent. Tetrakohlenstoffmonofluorid (C4F) wird durch Umsetzung von Graphit mit einer Mischung aus Fluor und Fluorwasserstoff bei Raumtemperatur hergestellt, hat eine schwarz-bläuliche Färbung und ist elektrisch nicht leitend. Es wurde als Kathodenmaterial in einer Art von primären (nicht wiederaufladbaren) Lithiumbatterien genutzt.
Graphitoxid ist ein instabiler, gelber Feststoff.

## Eigenschaften und Anwendungen
Graphiteinterkalationsverbindungen stehen aufgrund ihrer elektronischen und elektrischen Eigenschaften seit vielen Jahren im Interesse von Materialwissenschaftlern.

### Supraleitfähigkeit
Unter den Supraleitfähigen Graphitinterkalationsverbindungen weist CaC6 mit Tc = 11.5 K die höchste kritische Temperatur auf. Diese steigt unter erhöhtem Druck und beträgt bei 8 GPa beispielsweise 15.1 K. Die Supraleitfähigkeit dieser Verbindungsklasse wird auf die Rolle eines Zwischenschichtzustands (englisch: interlayer state) zurückgeführt. Dabei handelt es sich um ein elektronartiges Band, das sich etwa 2 eV über der Fermi-Energiebefindet. Supraleitfähigkeit tritt nur im Falle einer Besetzung dieses Zwischenschichtszustands auf. Die Analyse von purem CaC6 mittels hochqualitativer Ultraviolettstrahlung wurde mittels winkelaufgelöster Photoelektronenspektroskopie durchgeführt und ergab, dass eine Supraleitfähige Lücke im π* Band einen erheblichen Beitrag zur gesamten Stärke der Elektron-Phonon-Kopplung der π*-Zwischenschicht-Zwischenband-Interaktion beiträgt.

### Reagenzien in der chemischen Synthese
Das bronzefarbene KC8 ist eins der stärksten bekannten Reduktionsmittel. Es wurde weiterhin als Katalysator für Polymerisationsreaktionen und als Kupplungsreagenz für Halogenaromaten mit Biphenylen verwendet. In einer Studie wurde frisch hergestelltes KC8 mit 1-Iodododecan umgesetzt, was zu einer Modifikation führe, die in Chloroform löslich ist. Die Modifikation lässt sich dabei als mikrometergroße Kohlenstoffplättchen mit langen Alkylketten, die die Löslichkeit erhöhen, beschreiben. Eine andere Kaliumgraphitverbindung, KC24, wurde als Neutronenmonochromator verwendet. Eine neue essentielle Anwendung für Kaliumgraphit ist durch die Erfindung von Kaliumionen-Batterien entstanden. Analog zu Lithiumionen-Batterien nutzt die Kaliumionen-Batterie eine kohlenstoffbasierte statt einer metallischen Anode. In diesem Fall ist die stabile Struktur von Kaliumgraphit ein wichtiger Vorteil.

## Weiterführende Informationen
- Suzuki, Masatsugu., Endo, Morinobu.: Graphite Intercalation Compounds and Applications. Oxford University Press, USA, Oxford 2003, ISBN 0-19-535184-3.
- M.S. Dresselhaus, G. Dresselhaus: Intercalation compounds of graphite. In: Advances in Physics. Band 30, Nr. 2, April 1981, ISSN 0001-8732, S. 139–326, doi:10.1080/00018738100101367., wiederaufgelegt als: M. S. Dresselhaus, G. Dresselhaus: Intercalation compounds of graphite. In: Advances in Physics. Band 51, Nr. 1, Januar 2002, ISSN 0001-8732, S. 1–186, doi:10.1080/00018730110113644.
- D. Savoia, C. Trombini, A. Umani-Ronchi: Applications of potassium-graphite and metals dispersed on graphite in organic synthesis. In: Pure and Applied Chemistry. Band 57, Nr. 12, 1. Januar 1985, ISSN 1365-3075, S. 1887–1896, doi:10.1351/pac198557121887.
- Itsuko S. Suzuki, Ting-Yu Huang, Masatsugu Suzuki: Magnetic phase diagram of the stage-1 CoCl 2 graphite intercalation compound: Existence of metamagnetic transition and spin-flop transitions. In: Physical Review B. Band 65, Nr. 22, 13. Juni 2002, ISSN 0163-1829, S. 224432, doi:10.1103/PhysRevB.65.224432.
- D. G. Rancourt, C. Meschi, S. Flandrois: S=1/2 antiferromagnetic finite chains effectively isolated by frustration: CuCl 2 -intercalated graphite. In: Physical Review B. Band 33, Nr. 1, 1. Januar 1986, ISSN 0163-1829, S. 347–355, doi:10.1103/PhysRevB.33.347.